# Gabriel Astruc
Gabriel Astruc (Bordeaux, 14 marzo 1864 – Parigi, 7 luglio 1938) è stato un impresario teatrale, editore e giornalista francese.
Organizzatore di concerti, autore drammatico e creatore del Théâtre des Champs-Élysées, Astruc fu una figura di primo piano per la vita musicale francese, e in particolare parigina, dei primi anni del XX secolo.

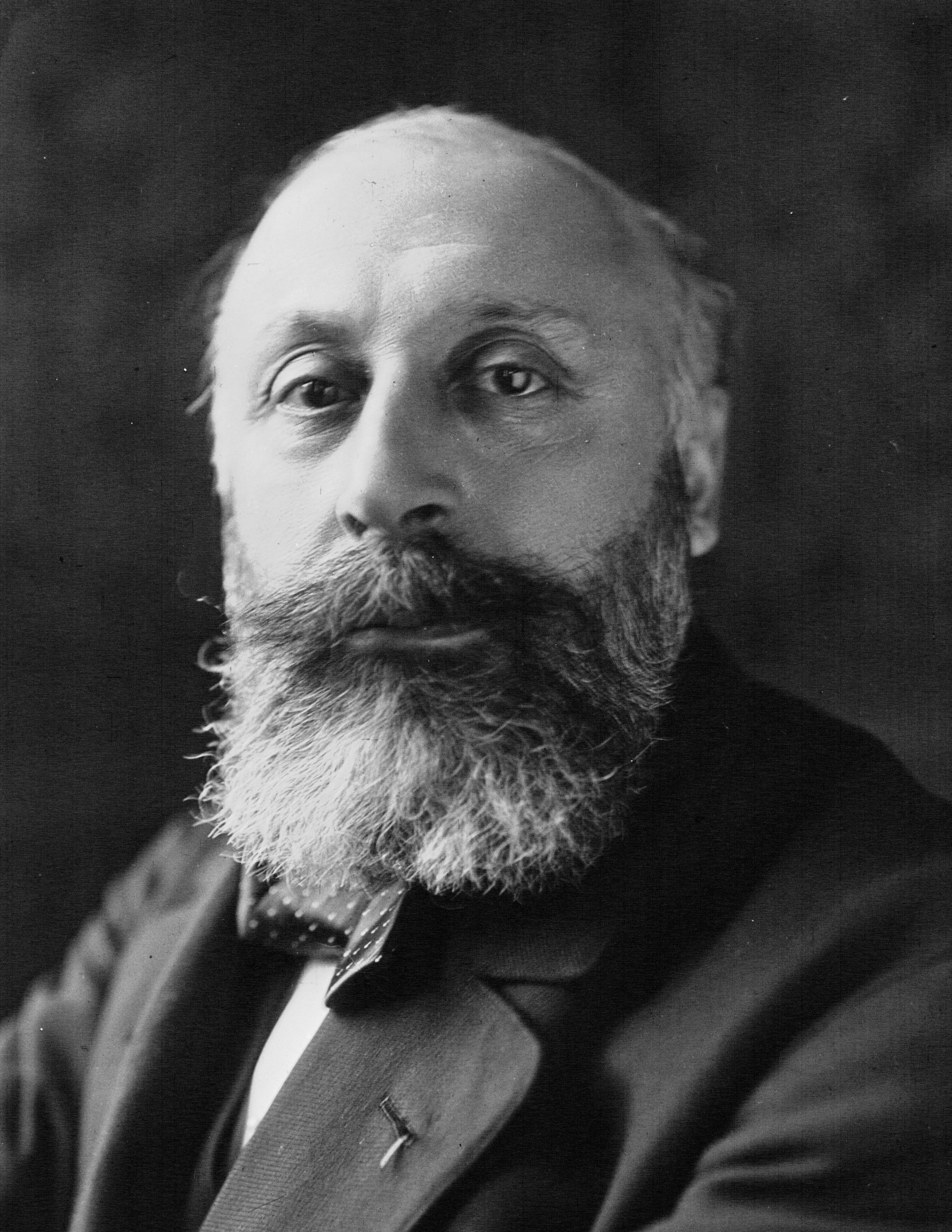
Gabriel Astruc, 1914

## Biografia
Gabriel Astruc nacque a Bordeaux nel 1864; il padre, Élie-Aristide Astruc era un rabbino che fu tra i fondatori dell'Alleanza israelitica universale. Il giovane Gabriel studiò al Liceo Fontanes di Parigi tra il 1877 e il 1881. Verso il 1882 incominciò a lavorare per l'editore Paul Ollendorff venendo a contatto così con redazioni di vari giornali e riviste; iniziò ad avere incarichi per scrivere recensioni e critiche letterarie per Le Moniteur, Le Figaro, Le Gaulois e La Liberté.
Dal 1897 al 1904 si associò all'editore Wilhelm Enoch, di cui aveva sposato la figlia Marguerite nel 1895, alla testa delle Edizioni Musicali Enoch, casa che pubblicava opere di Chabrier, Franck e d'Indy. Durante questo periodo Astruc, con il suocero, organizzò più di trenta Concerti Enoch nella sede del quotidiano Le Figaro. Nel 1902, con l'editore Pierre Laffitte, Astruc creò una raffinata rivista, Musica, che inizialmente era un supplemento settimanale della pubblicazione Fémina; ne divenne direttore nel 1907 e se ne occupò fino al 1910.
Forte delle sue esperienze, nel 1904 pensò di creare una propria casa di edizioni musicali che diventerà la Société Musicale G. Astruc & Cie a cui associò anche un'agenzia per realizzare concerti e spettacoli teatrali. Notevole successo ebbe la tournée dei Concerts Lamoureux da lui organizzata in Germania nell'ottobre 1904 e il Festival Beethoven al Nouveau Théâtre con la direzione di Felix Weingartner.
In questo periodo Astruc divenne l'agente di Mata Hari che presentò nel 1905 all'Olympia e di cui gestì le nuove esibizioni per i successivi dieci anni. Nel 1907 conobbe Sergej Djagilev grazie alla Contessa Greffulhe e, con il suo interessamento, fece organizzare i Concerts Historiques Russes all'Opéra. Altri notevoli risultati dell'attività di Astruc furono i concerti dei Berliner Philharmoniker nel 1910 al Théâtre du Châtelet, di cui era direttore, dove organizzò anche un'intera stagione di opera italiana con la partecipazione dell'Opera del Metropolitan diretta da Arturo Toscanini e con la presenza di Enrico Caruso. Nello stesso anno Astruc firmò con Claude Debussy un contratto per la realizzazione de Le martyre de Saint Sébastien, musiche di scena per l'opera di D'Annunzio che fu rappresentata nel 1911 con Ida Rubinstein come interprete.. Grazie alla conoscenza di Djagilev, Astruc portò sulle scene parigine, prima allo Châtelet e poi all'Opéra, la compagnia dei Balletti russi.

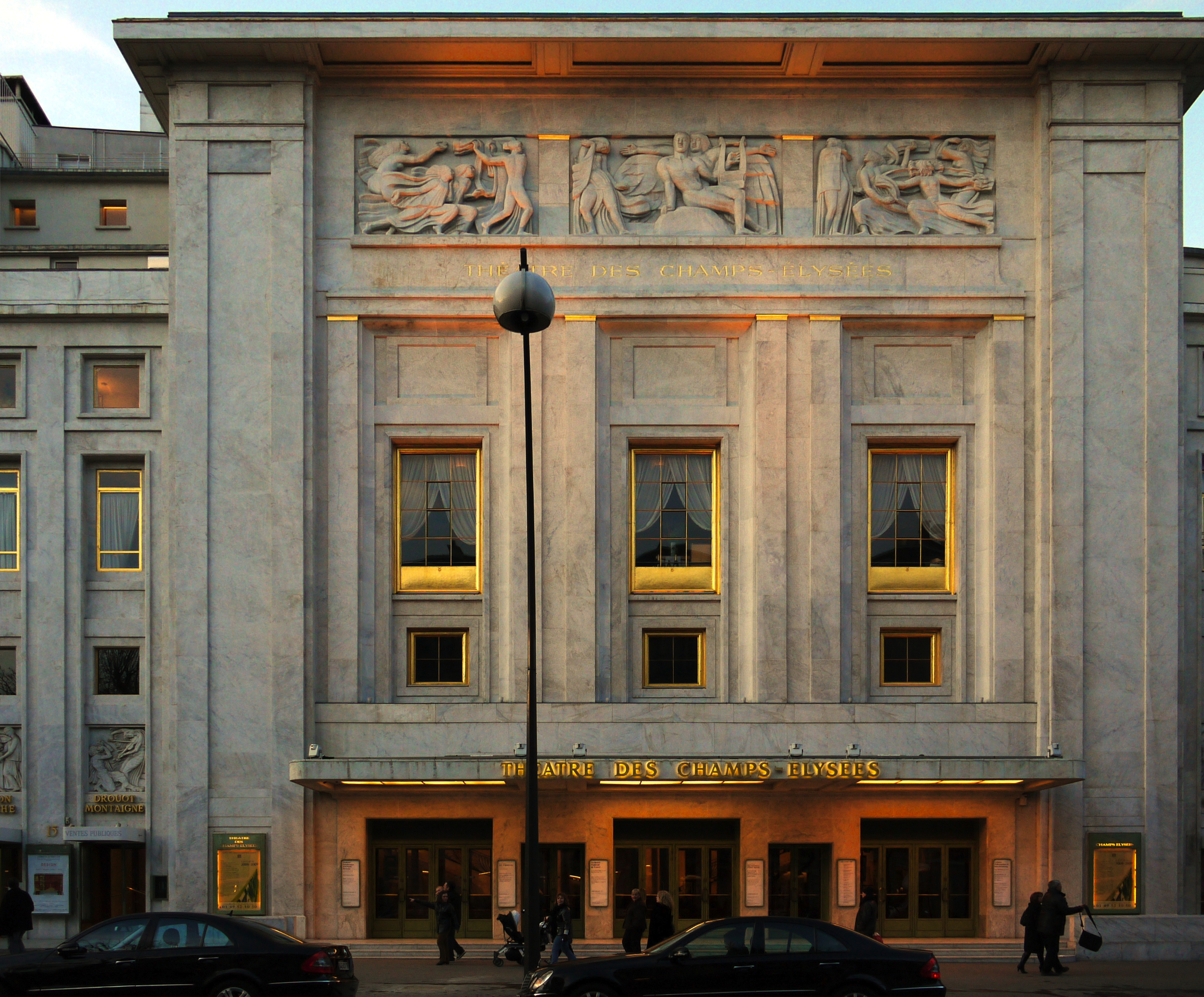
Facciata del Théâtre des Champs-Élysées

La grande impresa di Gabriel Astruc fu però la realizzazione del Théâtre des Champs-Élysées in Avenue Montaigne, opera da lui voluta proprio per ospitare concerti e spettacoli di danza. Commissionò il lavoro inizialmente all'architetto Henri Fivaz che collaborò col collega Roger Bouvard; in seguito si rivolse anche al belga Henry Van de Velde, ma la costruzione finale fu opera dell'impresa dei fratelli Perret che realizzarono una struttura in cemento armato. L'edificio fu terminato all'inizio del 1913 e inaugurato il 31 marzo con un concerto di musiche dei maggiori autori francesi del tempo, tra cui Debussy, d'Indy e Dukas. La sera del 29 maggio al Théâtre des Champs-Élysées si svolse la prima rappresentazione de La sagra della primavera di Stravinskij, serata che sfociò in un memorabile scandalo rimasto famoso come La battaglia del Sacre. La stagione si risolse però con un fallimento finanziario e Astruc si dimise da direttore del teatro alla fine del 1913, chiudendo anche, nello stesso periodo, la sua casa di edizioni musicali.
Durante il periodo della prima guerra mondiale le attività teatrali subirono un'interruzione e Astruc tentò nel 1915 di mettere in scena, senza riuscire, il Sogno di una notte di mezza estate in collaborazione con Jean Cocteau; si dedicherà allora, in questo periodo, alla radio e a realizzazioni pubblicitarie.
Nel 1923 organizzò un gala a Versailles nella Galleria degli Specchi con la compagnia dei Balletti russi di Djagilev. Quando nel 1930 il comune di Ciboure decise di intitolare la strada principale al suo più illustre concittadino, Maurice Ravel, Astruc organizzò i festeggiamenti per l'evento con un concerto diretto da Philippe Gaubert e con il pianista Robert Casadesus.
Gabriel Astruc morì a Parigi il 10 luglio 1938 e fu sepolto nel Cimitero di Montparnasse.
Astruc ha lasciato un libro di memorie intitolato Le pavillon des fântomes in cui rievoca soprattutto gli anni della realizzazione del Théâtre des Champs-Élysées e un ricco epistolario; importante è la corrispondenza con Djagilev tra il 1906 e il 1913, periodo in cui Astruc si occupò di numerosi incarichi organizzativi, di trattative, contratti, pubblicità e sostegno economico per il creatore dei Balletti russi.